# Coprosma robusta
Coprosma robusta är en måreväxtart som beskrevs av Etienne Fiacre Louis Raoul. Coprosma robusta ingår i släktet Coprosma och familjen måreväxter. Inga underarter finns listade i Catalogue of Life.